# ميكي ألان
ميكي ألان (بالإنجليزية: Micky Allan)‏ هي مصورة ورسامة أسترالية، ولدت في 1944 في ملبورن في أستراليا.